# Филлер, Юлий Исаакович
Юлий Исаакович Филлер (род. 1932) — советский архитектор.

## Биография
Юлий Исаакович Филлер родился в Москве, в еврейской семье. Окончил МАРХИ в 1956. С 1963 работал в институте «Моспроект». Заслуженный архитектор России (1993). (1990).

## Избранные проекты и постройки
- Комплекс Киноцентра, Москва (1989, в составе коллектива)
- Комплекс зданий Гуманитарной академии, Москва (1990, в составе коллектива)
- Здание Высшей школы милиции, Москва (1992).